# Chiesa di Sant'Alhmund di Northumbria
La chiesa di Alhmund di Northumbria era una chiesa vittoriana che si trovava nella piazza georgiana tra Bridgegate e Queen Street a Derby; quella era l'unica piazza georgiana nella città.

## Storia
La chiesa fu costruita nel 1846 dall'architetto Henry Isaac Stevens  ad un costo di 7700 sterline sul sito di alcune chiese precedenti che risalivano al IX secolo  tutte intitolata a Sant'Alhmund di Northumbria. Venne costruita in conci di pietra in stile gotico e l'interno dell'edificio era un trionfo di questo stile architettonico, con alte colonne e archi in pietra. La navata centrale e quella laterale erano ampie, la chiesa possedeva un coro ed il campanile era sostenuto da archi rampanti.

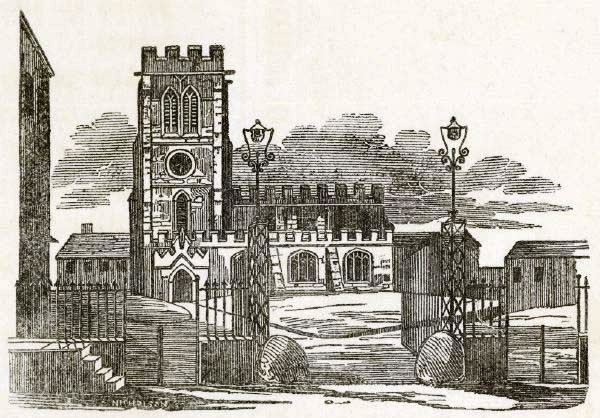
Disegno del 1750 che mostra la chiesa più antica; della collezione di Thomas Bateman.

Tuttavia, la costruzione della chiesa causò polemiche fra i cittadini cattolici di Derby dal momento che la guglia alta duecentosedici piedi era stata costruita direttamente sulla linea visiva della Chiesa cattolica di Santa Maria, e per molti anni la chiesa anglicana ebbe il soprannome poco lusinghiero di “La Chiesa della Santa Guglia”. Il noto pittore di Derby Joseph Wright of Derby fu di nuovo sepolto in questo edificio sacro dopo la ricostruzione avvenuta nel 1846.

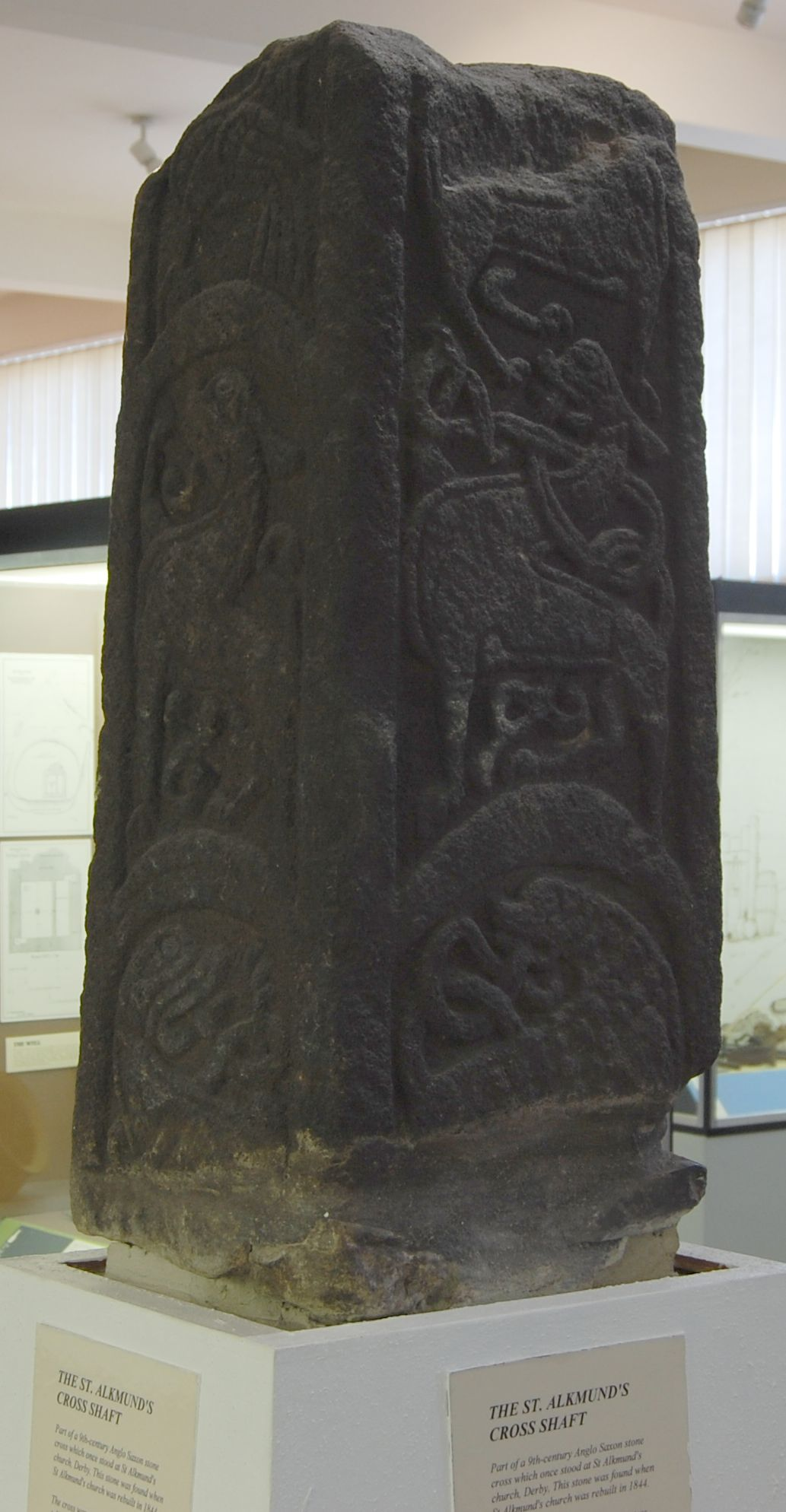
Croce ad albero ritrovata durante la ricostruzione della chiesa nel 1844, esposta al Derby Museum and Art Gallery.

La chiesa era circondata da molte case a due e tre piani che fiancheggiavano la piazza ed il contiguo cimitero. Altri edifici di interesse nei pressi comprendevano The Lamb Inn, inaugurato nel 1835, che caratterizzava la zona con la sua birra ed un negozio di dolci, risalente al XVII secolo e situato in un angolo tra la piazza e Bridgegate, oltre a numerosi negozi, risalenti al medioevo, all'inizio di Queen Street verso il quartiere. L'area venne descritta da Sir Nikolaus Pevsner come una rinascita del XVIII secolo senza eguali, una vera oasi di pace.
Durante la metà degli anni cinquanta si venne a scoprire che copertura in legno del campanile era marcita e quindi pericolante. Ciò portò la guglia ad essere scoperchiata mentre ben venti piedi di materiale vennero rimossi per poter intraprendere i necessari lavori. A ciò si collegò la scoperta di molteplici debolezze strutturali collegate alle parti lignee o in pietra dello stesso campanile. I lavori per sostituire la parte superiore del campanile furono iniziati ma non furono mai portati a termine. Insieme con la parte superiore della guglia, molti dei pezzi gotici che arricchivano il tetto furono rimossi, ma le ragioni di questa operazione non furono mai date.
Nel 1963 il consiglio comunale di Derby annunciò l'intenzione di migliorare il flusso del traffico nella città di Derby e parte di questo progetto comprendeva una nuova strada che si sarebbe aperta lungo il sito della chiesa ed il sagrato: questa scelta incontrò forti critiche da parte di molti cittadini di Derby.
Tuttavia nulla poté fermare la decisione ed il sito fu oggetto di un ordine di acquisto obbligatorio che diede l'avvio alla demolizione della chiesa, iniziata nel 1968. Durante i lavori, venne scoperto il sito della chiesa originale insieme ad una tomba, ritenuta essere quella di Sant'Alhmund di Northumbria e molti altri manufatti , che sono ora in mostra al Derby Museum and Art Gallery. Oggi l'intero sito è inglobato nella circonvallazione interna di Derby, e poche tracce dell'antica chiesa sono reperibili, anche se una targa è stata eretta in memoria della costruzione.
Una chiesa in stile moderno e con lo stesso nome è stata costruita a Kedleston Street nei primi anni settanta per sostituire quella abbattuta.